# عرقون أبيض
عرقون أبيض (الاسم العلمي:Euphrasia alba) هو نوع غير مؤكد من النباتات يتبع جنس العرقون من الفصيلة الهالوكية. تم وصف هذا النوع من النبات علمياً لأول مرة من قبل فرنسيس وتيار بينل سنة 1943.